# Шломо, Раз
Раз Шломо (ивр. רז שלמה‎; род. 13 августа 1999, Ашкелон, Израиль) — израильский футболист, защитник израильского клуба «Маккаби (Тель-Авив)» и сборной Израиля.

## Клубная карьера
Шломо — воспитанник ашкелонского «Хапоэля» и тель-авивского «Хапоэля». 12 января 2017 года в матче против «Кирьят-Шмона» он дебютировал в чемпионате Израиля в составе последних. 7 мая 2018 года в поединке против «Хапоэля (Афула)» Шломо забил дебютный гол в составе команды.
В августе 2021 года Шломо на правах аренды стал игроком «Маккаби (Нетания)». 28 августа в матче против хайфского «Хапоэля» Раз дебютировал в составе нового клуба. По окончании арендного соглашения, Шломо был выкуплен клубом.
В июле 2023 года бельгийский клуб «Ауд-Хеверле Лёвен» объявил о переходе игрока. 7 октября в матче против «Серкль Брюгге» он забил первый гол и дебютировал в Жюпилер Про-лиге.

## Международная карьера
24 сентября 2022 года в матче против сборной Албании в Лиги Наций УЕФА он дебютировал в национальной сборной Израиля. 19 июня 2023 года в матче квалификации на Евро-2024 против Андорры Шломо забил первый гол в составе сборной.